# فریتس وایتزل
فریدریش فیلیپ وایتسل (آلمانی: Friedrich Philipp Weitzel)؛(* ۲۷ آوریل ۱۹۰۴ در فرانکفورت؛ † ۱۹ ژوئن ۱۹۴۰ در دوسلدورف) سیاستمدار آلمانی (حزب نازی)، رئیس پلیس و فرمانده ارشد اس‌اس (SS-Obergruppenführer) بود.

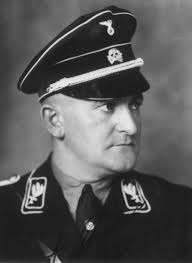
فریتس وایتسل به عنوان فرمانده گروه اس‌اس، ۱۹۳۳

1. ↑  "Kurzbiographien der Personen in den "Akten der Reichskanzlei, Weimarer Republik"". www.bundesarchiv.de (به آلمانی). Retrieved 2024-10-17.